# Seixo Amarelo
Seixo Amarelo era una freguesia portuguesa del municipio de Guarda, distrito de Guarda.

## Historia
Fue suprimida el 28 de enero  de 2013, en aplicación de una resolución de la Asamblea de la República portuguesa promulgada el 16 de enero de 2013 al pasar a formar parte de la freguesia de Gonçalo.

## Patrimonio
En el patrimonio de Seixo Amarelo destaca la iglesia matriz, con originales pinturas murales del siglo XVIII en el techo (dos ángeles y dos atlantes que sostienen jarrones de rosas).